# B'T-X
『B'T-X』（ビート・エックス）は、車田正美の漫画作品。角川書店の少年向け漫画雑誌『月刊少年エース』に連載された。また、それを原作としたテレビアニメ。全16巻、文庫版全8巻。

## あらすじ
21世紀の地球。北京での機械万国博で天才博士・高宮鋼太郎は、弟・高宮鉄兵と再会する。鉄兵は兄のボディガードとして万国博に来たという。しかし会議の最中に謎の組織『機械皇国』が現れ、鋼太郎を拉致する。兄を救い出すために機械皇国に乗り込んだ鉄兵。しかし機械皇国の戦士であるメタルフェイスに襲われ窮地に陥ってしまう。そのとき、鉄兵の流した血液に反応し、機械の戦士「B'T」―エックスが復活する。鋼太郎を取り戻すため、最強のB'Tである『ラファエロ』の誕生を阻止するため、鉄兵は相棒（バディ）となったエックスと共に機械皇国に戦いを挑む。

## 登場人物

### 高宮兄弟
高宮 鉄兵（たかみや てっぺい）
声 - 檜山修之 / 少年時代 - 亀井芳子
14歳の少年。かなりの熱血漢で人を惹きつける『輝き』を持つ。戦闘を通じ、敵であった者達すらも感化させる力の持ち主。両親を早くに亡くし、神居島で牛や馬を育てる手伝いをしながら暮らしていた。皇国から脱走した華蓮を救ったことをきっかけに運命が動き始める。
武器は右手につけた『メサイヤフィスト』という手甲。華蓮が製作したもので、鬼瓦のようなフォルムで握力やパンチを強化し、鋼鉄でもぶちぬく。他にもコンパス機能や指と甲の間から4本のワイヤーが出て、相手にからみついたり、敵の武器を砕いたりする。アニメ版では後述のラファエロの細胞から作られたという設定が追加されている。エックスの五色の燐光と、鉄兵の太陽の輝きをひとつにして光の拳『シャイニング・ナックル』を放つ。
激闘の末に機械皇帝の野望を討ち果たし、兄とともに生まれ故郷の神居島に帰還した。
―B'Tエックス
声 - 堀川仁
ドナー：華蓮→鉄兵 モチーフ：麒麟 性別：オス
元々は華蓮をドナーとするが、現在は鉄兵をドナーとしている。鉄兵に巻いて貰った、左前足の赤いバンダナがトレードマーク。
華蓮の脱走時、戦闘で傷つき、スクラップとして廃棄されていたが偶然、鉄兵の血を享けた事で復活を遂げた。これは鉄兵がかつて、華蓮から輸血を受けていた事実によるもの。当初は真のドナーである華蓮を求め、鉄兵に反発していたが、彼の輝きに触れ、共に戦うようになる。
死神とB'Tバットとの戦闘で修復不可能になるほどのダメージを負ったエックスは偶然通りかかったB'Tマックスに収納され、ドナーである北斗の手によって黄金色の新たなボディを得て復活する。その際に華蓮から授かっていた新型の心臓『ブレイクハート』に鉄兵の血液を注入し体内に取り付けている。鉄兵の手で取り付けられたブレイクハートによって、彼とエックスは本当の意味でバディとなったといえる。
必殺技は全身から放つ『五色の燐光』。並みの敵ならこれだけで光に溶けるようにして消滅してしまう。アニメ版ではこの技の強化版シャイニングウィングも編み出した。またジュテームほどではないが声帯を操作し、ソニック攻撃を放つこともできる。B'Tのほとんどがドナーを様付けするが、彼のみ華蓮も鉄兵も常にタメ口を用いて呼び捨てにする。最後の戦いの後、大気圏突入時に鉄兵と鋼太郎をガードシステムで守りきり燃え尽きた。
高宮 鋼太郎（たかみや こうたろう）
声 - 佐々木望
鉄兵の実兄で16歳。機械皇帝を上回るほどの天才科学者で、外国留学のため鉄兵と長らく離れて暮らしていた。数年ぶりに弟と再会するも直後に機械皇国に拉致された。
皇国に与することを拒否したためアンダーヘルに落とされるが、逆境においても弟を信じ、ラファエロの真実を解く理論の構築を続けた。数多の科学者や皇国の人間と助け合いながら、その抜きん出た頭脳と機転で最後の戦いを勝利に導く。激戦の末に、弟と共に生まれ故郷の神居島に帰還した。

### 四霊将
華蓮（カレン）
声 - 緒方恵美
 西の霊将。背中にX模様の古傷を持つ女戦士。エックスの本来のドナー。元は戦災孤児であったが、皇国に引き取られ幹部養成の教育を少女時代から受けて来た。5年前にラファエロが起こした事件をきっかけに機械皇国に疑問を抱き反旗を翻す。追手との戦闘で負傷し、鉄兵の住む神居島に不時着、彼に助けられ、その際彼の中に『大いなる輝き』を見出し彼の師匠となる。戦闘術や機械工学を教え込むだけではなく、後の鉄兵の人生の指針となる『強さ』をも説いた。三節棍様の武器『トリプル・ロッド』を操る高い戦闘力を誇る。必殺技はトリプル・ロッドによる連続打撃『スピニング・サンダーボルト』。また独力でB'Tを作成するエンジニアとしての技術をも持つ。
鉄兵に救われてからは神居島に身を隠し、ラファエロを倒すことのできる『光』を単独で探し続けていた。その間にシャドーエックスを自力で製作し『光の種』を携え、最後の戦いに参戦する。その後にシャドーエックスと共に生死不明となる。
―B'Tシャドーエックス
声 - 篠原恵美
ドナー：華蓮 モチーフ：麒麟 性別：メス
改修前のエックスとほぼ同一の形状だが、カラーリングが異なる。エックスの影とも、双子とも目される特殊な存在。エックスと同じ鉄兵のバンダナを角に巻いている。神居島の設備のみで華蓮が作成したため、当初は制御不能にあったが、後に北斗とマックスの助力によって安定する。他のB'Tと異なり少女のような、かなり砕けた口調で話す。自我に目覚めて間がないにも関わらず、マドンナの恋心を逆手にとるなどの巧みな戦術を披露した。俊敏な動きで相手を撹乱するのが得意で必殺技は高速移動による分身攻撃『プリティ・ミラージュ』。エックスを「おにいちゃん」と呼び、慕っている。
鳳（フォウ）ラフィーネ
声 - 一条和矢 / 少年時代 - 平松晶子
 南の霊将。死の伝導者と呼ばれる皇国軍中尉。背中に十字模様の古傷を持っている。軍服を嫌う聖職者で額に赤いビンディーをつけているが、これは嘗て幼馴染の少女リリーに貰ったものである。皇国の片隅にある、教会を模した建物で多数の戦災孤児達と過ごしている。音楽の才能に秀でており、作中では様々な楽器を奏でてみせる。戦闘時にはバイオリンをよく奏で、音波による攻撃を得意とする。武器はバイオリンの弓の形状をした『フューネラル・ボウ』で、電撃を帯びさせて殴りつける他、必殺光線を放つつ事も可能。
元は不測の空襲で故郷『ソドムの街』を失った戦災孤児。似たような出自である他の四霊将とは友人関係にあり、5年前の華蓮の脱走時には、わざと見逃したとも見える行動を取っている。鉄兵と戦って勝利したものの、彼の中に輝きを見出し、その命を救う。それが原因で皇国側から裏切り者として追手を差し向けられるが、彼は鉄兵と行動を共にすることなく、独自の道を選択する。
実は神を信じていないリアリストだが、信仰深かった幼馴染リリーの死からあえて聖職者となり神の教えを周囲に説き続けている。実直故に嘘を嫌う少年だったが、歳月を経て嘘をつくことに悪意以外の側面を見出した結果だった。数々の壮絶な戦いに打ち勝ち、自らの真実に辿り着く。己の罪を受け入れ、愛の強さを知り最後の戦いに赴いた。後にジュテームと共に生死不明となる。
―B'Tジュテーム
声 - 百々麻子
ドナー：鳳 モチーフ：鳳凰 性別：メス
真紅の鳥型B'T。その名が示す通り、ドナーの不屈の愛を体現する不死鳥。声帯や翼から音波を発生させるソニック攻撃を得意とする。必殺技はB'Tの聴覚にだけ凄まじい刺激を与えて電子頭脳を破壊する『デッドリー・キャロル』。上位技にデッドリー・キャロルを鳳のバイオリンと合奏させる『フォーチュン・シンフォニック』を持ち、これは音の遮断される真空でも効果を発揮する。ボディが楽器そのものという特性もあり、鳳と共鳴することで『忘れられた子守唄（ロスト・ララバイ）』を発動できる。OVA版では一度倒されても、鳳の奏でる「天使の詩」を聴く事で不死鳥のごとく再生する能力を見せたが、これはジュテーム本人も知らない能力であった。
ロン（龍）
声 - 藤原啓治
 東の霊将。胸に稲妻模様の古傷を持つ皇国軍中佐で、最後のポイント『東龍門』の守護者でもある。幼少の頃は孤児で、略奪をしながら暮らしていたがアラミスの誘いで皇国の一員となる。武器は龍の飾りが施された『雷槍（サンダー・ランス）』。槍先からエネルギーを発する『オーロラフォーススピア』という技も使用可能。
当初は裏切り者とみなされた鳳を討伐しに出撃してきたが、自身も皇国に疑問を抱き反旗を翻すこととなった。折にミーシャの怒りを買いアンダーヘルに落とされるが自力で脱出し、単身ラファエロに戦いを挑む。使命感が強く単独行動をよく起こすため、作中では斥候の役割を多く担う。皇国に所属する切っ掛けとなったアラミスには思い入れが強いようでラファエロの犠牲となった彼女に涙を流し、その死を悼んだ。アラミスの遺品である剣を受け取り、その遺志を胸に最後まで激戦を潜り抜ける。最後の戦いの後に雷童と共に生死不明となる。
―B'T雷童（ライドウ）
声 - 水野龍司
ドナー：ロン モチーフ：応龍 性別：オス
青い竜型のB'T。口から放つ電撃『サンダー・キャノン』が必殺技。性格は冷静沈着で、一人先走るドナーを追って、最後の戦いまで馳せ参じた。
北斗（ホクト）
声 - 佐久田修 / 少年時代 - 西村ちなみ
 北の霊将。背中に星模様の古傷を持つ。『マスタードック』と呼ばれる名医で、人間にも機械にも精通している。目の前で傷を負った者は、たとえ敵であっても見捨てられない性格で、大破したエックスを修理し、その秘められた機能を強化した。
少年時代に故郷が核爆弾の攻撃にあい、故郷も家族も失った。その時の被曝の影響で放射線障害による白血病を抱えており、度々苦しめられる。治療すれば助かると知りつつも、唯一血を分けた存在であるマックスとの絆を慮り、根本的な解決策を取っていない。その明晰な頭脳と機転で、特殊な能力を持つ敵戦士達を撃破する。争いを好まない人物であり、専ら知略戦がメインとなる。
かつて華蓮の脱走直前にラファエロの細胞のかけらを託されていて、残る二人の霊将に波紋を投じた。最後の戦いの後にマックスと共に生死不明となる。
―B'Tマックス
声 - 高島雅羅
ドナー：北斗 モチーフ：霊亀 性別：メス
四霊将一の巨大なボディを持った亀型のB'Tで、皇国一の防御力のガードシステムを誇る。体内に広いコクピットを持っていて、北斗の研究・治療施設を内蔵している。中で人が騒ぐのを嫌う。大深度の地下に潜り移動することもできる。ドナー同様に優れた解析能力を持ち、知略戦を仕掛けてきた七魔将ドクトル・ポーをも打ち負かしてみせた。緊急時には頭部のみを射出し、脱出できる機能も備えている防衛に突出したB'T。OVA版ではバトルモードに変形し、全身の砲門からレーザーを放つ能力を見せた。

### 機械皇国・要人
機械皇帝
戦災孤児を救い、神とあがめられる機械皇国の皇帝。彼の恩恵を授かる者は多いが、彼に対面したことのある者は限られる。人前に姿を晒すことなく、ミーシャとナーシャをその代理人として置いている。
元は700年以上前に存在した無名の天才科学者。自分を認めることのなかった世界に復讐を誓い、機械皇国を創る。その目的は人類再生（ヒューマン・ルネッサンス）。永遠の命と若さをこの世に実現させることで、そのため人工生命体（ホムンクルス）の研究に明け暮れていた。長い時を経て彼の肉体は朽ちたものの、機械皇国のメインタワー上空一千km上空の衛星内で、脳のみの形として生存している。宇宙空間にある衛星内の生命維持装置で命を繋ぎ、ホムンクルスの唯一の成功作・B'Tラファエロが完全体となることを待ち望んでいた。しかし自らをも上回る天才・鋼太郎と太陽の輝きを持つ鉄兵や四霊将に野望を阻まれる。
―B'Tラファエロ
本作中での諸悪の元凶ともいえる存在で、定型を持たずあらゆる生き物を食いつくし異様に成長する究極のB'T。機械でありながら有機的な性質を持つ、謎に満ちた存在。他のB'Tと違い人間と会話をすることもなく、ただひたすら捕食と破壊を続けて巨大化していく。世話をする皇国の人間すら食い殺しているが、皇帝は静観するのみである。その行為がアラミスや四霊将の疑念を抱く切っ掛けとなった。
その正体は機械皇帝のB'Tで、ドナーの新たなる肉体となるために羽化を果たす。変態を続け、最終的には人面と思考、言語能力を得る。人を憚る幻覚や『タイムゾーン』といった特殊なガードシステムを持つ。最後は鉄兵や四霊将に阻まれ、他の星々から舞い降りた太陽のかけらの輝きによって消滅した。
ミーシャ
声 - 折笠愛
機械皇帝のエージェント（代理人）を務める少年。姿を見せない皇帝に代わり指揮を執るため、実質的に皇国の最高権力者といえる。強力な念動力を持ち、OVA版では巨大化したラファエロに大ダメージを喰らわせた。自分の意のままにならない鋼太郎やロンをアンダーヘルに落とすなど、かなり直情的な言動が目立つ。高慢で残虐だが、実の妹を何よりも優先とし、気遣う一面も持ち合わせている。
幼く見えるが実はルネサンス期から存命する人物で、機械皇帝に妹の病を治してもらったことから彼の配下となった。生まれながらに強力な超能力を持つが故に、長年彼に利用され続けた傀儡。500年の間肉体を交換し続けることで当時と変わらない子供の姿を保っている。ラファエロが完全体になるため、皇国の人間を捧げ続けるも、自らもまた使い捨ての道具に過ぎないと知るに至る。最後はナーシャに諭され、鋼太郎を機械皇帝にアクセスさせるために、命を賭けた。OVA版では彼もナーシャも300歳であり、クローンではなく機械の体を持っていた。
ナーシャ
声 - 氷上恭子
皇国内に咲く花『エビル・フラワー』で命を永らえている、ミーシャの双子の妹。ミーシャと同じ皇帝代理人であるが、実権は兄が握っていて彼女が表立って命令を下す事はない。体が弱く、常に目を閉じまどろんでいる。ミーシャが500歳の誕生日にくれたクマのぬいぐるみを『ミーシャの心』として大切にしている。ほとんど目覚めることがないが、事態はつぶさに把握している模様で、惨忍な兄の所業に心を痛めていた。彼女も兄同様何らかの超能力を持っているようで、離れた場所にいるはずの鉄兵に対面し、様々な局面で彼を助けた。外見は昔のままの容姿を保っているが、兄のようにサイコ・クローン技術を用いていないために肉体は既に限界を迎えている。機械皇帝の本質を知る彼女は、涙ながらに鉄兵に皇国の打倒を願い乞う。最後は取り戻したミーシャの良心と共に使命を全うし、崩壊するメインタワーと運命を共にした。
―B'Tツインビート（ゼータ/シータ）
ドナー：ミーシャ/ナーシャ 性別：不明
OVA版オリジナルB'T。翼を生やした豹のような姿をしていて性別は不明。カラーリングの異なるB'Tで金色のボディがゼータ（※ドナーはミーシャ）銀色のボディがシータ（※ドナーはナーシャ）。機械皇帝から与えられたB'Tで、ドナーの双子、どちらかの命令だけでも二頭共に動き、常に行動を同じくしている。四霊将のB'Tのデータが組み込まれており、ほとんどの能力を使うことができる。OVA版終盤では一頭に合体し、ラファエロに立ち向かうナーシャを援護し戦った。
ジャグラー
声 - 二又一成
通称・道化師ジャグラー。『ミーシャの茶坊主』と揶揄されるピエロのような恰好の仮面の男。役に立たない玩具を破壊するのが仕事。人を喰ったような口調が特徴的だが、その性格は惨忍極まりない。武器は先端がハート形の杖。必殺技は、杖から無数の糸を出して敵を拘束、相手の頭部を高速回転・首をねじ切る『ラブリィ・マリオネット』。作中では敗北者の首を切って殺害するという残虐な仕事もやってのけた。
しかし根は善人であった男で、生来のピエロのような歪な顔から人格まで歪めてしまった。常に外さない仮面はその深いコンプレックスを隠すためにある。作中、彼の素顔を笑わなかったのはナーシャと鉄兵のみだった。
サロメの術中に嵌り、瀕死の状態に陥りつつもナーシャの優しさに触れ、改心した彼は東龍門を開き鉄兵をエリアへ導いた。最後は追跡するリュカオン部隊を一人迎撃し、消息不明となる。
―B'Tバニラファッジ
ドナー：ジャグラー モチーフ：ガーゴイル 性別：オス
漆黒のB'Tで、ガーゴイルをモチーフに造られている。ドナー同様に道化のような口調と、独特の笑い声が特徴的。最後はドナーと共に消息不明となる。
アラミス少佐
声 - 湯屋敦子
鋼太郎を拉致した実行犯の1人でラファエロをもてあまし、その対策のために鋼太郎を仲間に引き入れようとした。機械皇国の中枢にいる軍人。実は女性で、男装でそれを隠していた。5年前に失態を犯し少将から降格し少佐に至るが、皇国内での実質的な役割に変化は見られないようだ。皇国の理想を信じる実直な軍人であったが、ラファエロに皇国の人間が襲われ続けても対策を取ろうとしないミーシャや皇帝に疑念を抱き始める。最終的に皇国の裏切りに気付き、ラファエロ討伐のため、自己を犠牲にした。OVA版では薔薇の騎士ローズナイトとなり、必殺剣『ローズスプレッド』でジャグラーを倒した。
―B'Tローズマリー
声 - 沢海陽子
ドナー：アラミス モチーフ：蜂 性別：メス
頭部のコクピットに人が数人搭乗出来るほどの大型昆虫型B'T。必殺技は甘い香りで死に誘う強力な毒ガス攻撃『フローリアン・フラッグ』で、万国博に出席していた1万人の科学者を瞬く間に殺害。最後は体内に小型爆弾を搭載し、ドナーと共にラファエロに突撃した。

### 機械皇国・部隊
メタルフェイス中尉
声 - 堀内賢雄
第五小隊隊長を務める機械皇国軍中尉。体の左半身を機械化したサイバネティクス・ボディを持つ、機械皇国を象徴したような男。左腕の義手は戦闘時に変形させる事ができる『サイバー・ランス』。時に上官の命令に背くほどの激情を持て余す。傲慢かつ冷徹、非常に好戦的な性格でもある。作中より5年前、反逆者の華蓮を追って神居島を訪れるが、その際に幼少時の鉄兵と遭遇。後に鉄兵とエックスをバディとして結びつける切っ掛けを作る事になる。
嘗て四霊将候補を選抜する試験で、好成績を収めるも華蓮に手心を加えたことからミスを犯し、半身を失った。因みに半身を機械化する前から名前は変わっていない。華蓮に執着し続けているのだが、本人は恋愛感情を否定している。古い友人でありながら、恩義のある皇国を裏切った彼女には複雑な思いが鬩ぎ合っていた。争いの果てに華蓮と変わらぬ信頼を確信し、彼女の代わりに自ら『大いなる光』を得るため命を賭した。
―B'Tマドンナ
声 - 渡辺美佐
ドナー：メタルフェイス 性別：メス
重量級のB'Tで、掠っただけでも他のB'Tを大破させるほどの力を持つ。モチーフの動物は不明だが角竜に似た外見をしている。いかつい見た目だが、女性らしい配慮を垣間見せる。敵対するエックスに恋をしてしまったらしく、思い悩む。メタルフェイスに忠誠を誓い、彼から託された大いなる光を華蓮に託し、機能を停止する。アニメ版では口から火炎弾を吐いた事もある。
OVA版ではドナーであるメタルフェイスの制止を振り切り、エックスと鉄兵の危機を救うべくに身を投げ出した。敵対関係ではあったが、彼らの輝きに触れ、強い感銘を受けての結果だった。
リュカオン部隊
バトルギアに身を包んだ下級兵士のB'T部隊。皇国に刃向う者たちを執拗に追い詰める。
―B'Tリュカオン
ドナー：下級兵士 性別：オス
下級兵士用の量産型B'T。翼の生えた獣の姿をしている。作中最も戦闘回数の多い部隊。
カラス
声 - 辻親八、荒川太郎、中田和宏
機械皇国の諜報部隊。黒いバトルスーツを身にまとっていて、カラス型の量産型B'T「クロウ」をバディとする。

### 七魔将
ミスリム
声 - 小杉十郎太
長髪に蛇革のロングコートを纏った不気味な戦士。左手は幾重にも伸びる9又の電磁ムチ『サイバー・ウィップ』。ラレーニャと同じように自己再生能力がある鞭で、先端の蛇の頭部は物体を風化させる毒が流れている。アニメ版ではこれに自らの血を吸血させ、音速以上の速度を与える『ハイパー・ウィップ』も使用した。鉄兵に敗北し、死は免れたものの、鉄兵が去った直後にジャグラーに処分された。テレビアニメ版に登場した七魔将は彼のみである。
―B'Tラレーニャ
声 - 藤木聖子
ドナー：ミスリム モチーフ：ヒドラ 性別：メス
質力200%のガードシステムを持ち、本物のヒドラ同様、頭を破壊されても、胴体から送られる再生エネルギーによって瞬時に自己再生してしまう。必殺技は口からあらゆる物をボロボロに風化させる砂を吐き出す『ウェザリング・ブレス』。壊された頭部への再生エネルギーの供給を遮断されると、エネルギーが逆流して自爆してしまうのが弱点。
クアトロ
声 - 関俊彦 / 少年時代 - 坂本千夏
鳳の旧友でリリーの兄。鳳とは対照的な黒の聖職者。左腕は義手の『サンダーアーム』。一瞬の内に電磁波に変化する物質『スペクトルメタル』でできた槍が武器。嘗ては信心深く心優しい少年であったが、妹を亡くした事から改宗し、現在はその信仰対象を機械皇帝に向けている。妹が息を引き取る際、彼女の望む言葉を鳳がかけなかったことで鳳を逆恨みし憎んでいたが、その一方で友情を捨てきれず、鳳のハーモニカを肌身離さずとっていた。
激闘の末、鳳に敗れるも最後は彼と和解し、鳳が吹くハーモニカに見送られて、愛する妹の元へと旅立っていった。
OVA版にも登場しており、多少の改変はあるものの、基本的に原作とほぼ同じ設定である。
―B'Tロレッソ
声 - 相沢正輝
ドナー：クアトロ モチーフ：グリフォン 性別：オス
翼で気圧0の真空地帯『エアロ・ザップゾーン』を作り出し、ジュテームのデッドリー・キャロルさえも弾き返す。口からは電気の塊『サンダー・ボール』を吐く。
冥夢（メイム）
声 - 三木眞一郎
仮面を被り、B'Tハロウィンと共同で敵を催眠波により夢の中へ引きずりこみ倒す戦士。他の七魔将が恐れをなすほどの能力を持つ、悪夢の使者。
正体は北斗の実兄・昴（スバル）。精神医学の天才として名を馳せていたが、皇国に目をつけられてしまい、穏やかだった人生を狂わせる。
幼少の頃、皇国の兵士に唆され核爆弾の起爆スイッチを押してしまった罪を抱える。それとは知らずの行為とはいえ罪には変わらず、その重みに耐えきれず記憶を失ってしまった。忘却の森で目覚めることのない悪夢に魘されていたが実弟・北斗との戦いの末に記憶を取り戻し、悔恨する。今際の際に鉄兵に「北斗に真実を告げるよう」頼み、事切れた。
OVA版では北斗との関係は特に語られず普通の敵として登場し、相手に悪夢を見せる矢『デーモンウェッジ』で鉄平を苦しめた。必殺技は肉体的ダメージこそないものの、徐々に脳神経を侵して死に至らせしめる矢を放つ『ファイナルデーモンウェッジ』。
―B'Tハロウィン
声 - 島田敏
ドナー：冥夢 モチーフ：ナイトメア（OVA版では）獏 性別：オス
翼のある黒い馬型のB'T。催眠波により幻覚を見せる攻撃『デイ・ドリーム』を使う。OVA版では両目から暗黒の球体を発生させ、その異次元世界に敵を吸い込む『ダーク・インフェルノ』と、口から無数の針のようなレーザーを放つ『ライトニング・スピアー』を使用した。
サロメ
七魔将の紅一点。伝説の踊り子サロメと同じく、首を所望する呪われた戦士。B'Tの聴覚でも感じ取れない特殊な音波を発するオルゴールと、自らの舞で幻覚を見せ他人を操る『沈黙の調べ（サイレンス・トーン）』の使い手。鉄兵、鳳、北斗達を裏切りの罠に嵌め、同士討ちを謀る。
少女時代に可愛がっていた馬を村人たちに殺されたことがトラウマで、時折発作を起こす。元々は子馬の額のこぶがユニコーンの角と勘違いされたためだけに失われた命と、それで金を得た村の子供たちの一員。残酷な現実に心を閉ざし皇国の一員となっていたが、欲に塗れない鉄兵に触れ、改心する。
ジャグラーに首を刈られた七魔将たちの姿を目の当たりにして、激昂する。最後はジャグラーに殺されるも、彼にサイレンス・トーンを施しミーシャ抹殺を企てた。
テレビアニメ版及びOVA版には、彼女以降の七魔将は登場していない。
―B'T ハルシオン
ドナー：サロメ モチーフ：ユニコーン 性別：不明
かつてサロメが可愛がっていた野生の子馬と同じ名を持つB'T。サロメに大変忠実で、彼女に他人が触れることを許さない。
角に治癒の力をもち、サロメが心を開いた鉄兵の命を救う。ドナーの遺体を弔おうとするも、サファイヤに阻まれ消息不明となる。
サファイヤ
女性のような容姿をした七魔将(当時、人気を博したIZAMをモチーフにしていると思われる)。宝石を肉体に埋め込み、光を吸収する『ブリリアント・アーマー』を施している。『美』以外には全く興味を示さない冷血漢で、同じ七魔将サロメの遺骸を宝石化し弄んでみせた。宝石は原石では価値がなく、芸術的なカッティングが加わってこそ美しいという独自の美学の元、扇『エクセレント・クリーバー』で宝石化した対象を切り刻む。相手を麻痺させる口づけ『パラライズ・キッス』で、男性ながら鉄兵の唇を奪った。鉄兵の『大いなる光』に目が眩み、それを手に入れようとするも敗北を喫す。
―B'Tエロイカ
ドナー：サファイヤ モチーフ：バジリスク 性別：不明
必殺技は口から吐く、物体を宝石に変える怪光線『デスクィーン・ジュエル』。また、特定の範囲の大気を結晶化させる檻『エア・ジェイル』を作り出す能力も持つ。
ドクトル・ポー
かつて北斗と皇国の教育機関で主席を争った旧友。在学中、北斗が一度も敵う事がなかった天才児。多重人格者で主人格は温厚だが、非常に粗暴な人格や少女といった多様な共存者を内包する。鉄兵、鳳、北斗をコズミック・キューブの罠にかけ、単身脱出を果たした北斗と知力勝負を持ちかけた。様々な人格に翻弄され続けた彼の人生だが、最後に本当の自分を知って息を引き取る。
―B'Tカデンツァ
ドナー：ポー モチーフ：キマイラ 性別：不明
一体の中に三つの頭脳と意識を持つ特殊なB'T。智のワイバーン（竜）・力のレオン（ライオン）・精のゴート（山羊）の頭部はそれぞれ異なる分野の攻撃を仕掛けてくる。
ワイバーンはルービックキューブ型のボックスに相手を取り込んで異次元に飛ばす『コズミック・キューブ』が必殺技。レオンは口からた炎の弾を吐き出す『フライング・ロック』が必殺技。ゴートはあらゆるコンピューターにハッキングし、コンピューターウィルスをばら撒く技を持つ。
高い知略と攻撃力を誇る強力なB'Tである彼らはそれぞれの不足を補って、北斗とマックスを追い詰めるも一歩及ばず敗北する。
凱（ガイ）
すべての哲学を研究した暗黒の哲学者。褐色の肌をした孤高の戦士。素粒子を操る特殊能力を持ち、物理攻撃を完全に掻い潜って鳳を苦しめた。その本質は虚無主義者で真理を求めつつも、解を得られない現実に苦しんでいた。
自身と近い境遇にある鳳を嫌悪していて、事あるごとに彼を『偽坊主』と揶揄する。圧倒的な力で哲学で鳳を苦しめるが、激戦の末に敗北。最後に己が求め続けた真理に到達し、安らかに逝く。
―B'T神鷲（シエンデュ）
ドナー：凱 モチーフ：ガルーダ 性別：オス
暗黒物質・ダークマターを発することで自身と凱の体をニュートリノ化し、物理的攻撃を無効化することができるB'T。必殺技は『無限の斬剣』。

### Pの守護者
機械皇国の中心部『エリア』に至るまでの『ポイント』を警護する戦士達。強力なB'Tを駆り、鉄兵達を追い詰める。いずれも機械皇国の軍人であるが、軍服を身につけていない者が多く見られる。自らの実力に絶対の自信を持っており、基本的に単体の敵を集団で袋叩きにするような戦い方を良しとしない。
キャプテン・フック
声 - 松尾まつお
砂漠ポイントの守護者。海賊のような恰好をしていて、腕を機械化している。武器は戦車も吊り上げる釣竿状のハンギング・ロッド。必殺技はハンギング・ロッドで敵を捕らえ、最大で100万Vの高圧電流を流す『エレクトリック・ライン』。
―B'Tグルピー
声 - 長島雄一
ドナー：フック モチーフ：環形動物 性別：オス
環形動物に似た巨大なB'T。強力な強酸性の消化液を持ち、鉄でも生物でも何でも喰って消化してしまう。酸のよだれで敵を溶かす。腹を貫かれても数分で再生する生命力を誇るが、内臓を貫かれると再生できない。
カミーラ
声 - 山口勝平
幻覚攻撃を得意とする、花園ポイントの守護者。蝶をモチーフにした、華やかな装いの男。E（エビル）・フラワーを管理できる唯一の存在。剣が武器。
―B'Tミラージュ
声 - 岡本麻弥
ドナー：カミーラ モチーフ：蝶 性別：メス
ドナー同様に幻覚攻撃を得意とし、エックスを追い詰める。必殺技は『デス・フラップ』。
死神
声 - 宮本充
機械皇国の墓場ポイントの番人で、骸骨を模した甲冑を身にまとっている。武器は巨大な大鎌。マリアの兄で本名はアレフという。機械皇国の理想を信じて機械戦士となった。戦士となった当時の慣習に従い、生身の人間を襲い続けているが、300年経つ今では「理念ではなく、憎しみだけで動いているのでは」とマリアは考えている。
―B'Tバット
ドナー：死神 モチーフ：蝙蝠 性別：不明
小型のメカコウモリを操り、群れを成して生者を襲う。必殺技は、口から吐き出す三日月状の刃『ディープスロートシクル』。
ベム
声 - 梅津秀行
皇国から鉄兵とエックスの討伐任務を受けて、2人を待ち伏せる軍人。ジュテーム曰く「単なる賞金稼ぎ」だが、一矢報いることなく鉄兵とエックスに敗北する。
―B'Tキャンス
声 - 茶風林
ドナー：ベム モチーフ：カニ 性別：オス
ひょうきんな性格のB'T。ベムと共に鉄兵とエックスを待伏せるが、圧倒的な力の前にドナーと最期を共にする。
隼（ファルコン）三騎士
同系統の『ファルコン』という灰色の鳥型B'T（声 - 小野健一）をバディとする戦士たち。三位一体の攻撃『トリプル・ランサー』で鳳を急襲するが、あえなく敗れる。
アニメ版ではそれぞれに名前がつくなどの設定変更がされて登場。仲違いする兄弟として鉄兵たちに戦いを挑んだ。髪を逆立てた長男『ライ』（声 - 速水奨）、スキンヘッドの次男『レオン』（声 - 石井康嗣）、精悍な顔立ちの三男『ミラ』（声 - 子安武人）の三兄弟。因みに三男ミラが末弟ながら、最強の実力を誇る。ライは槍から電撃を放つ『サンダー・スティンガー』を、ミラは紫色の電撃を放つ『デッドリー・フォース』を使用した。
バルザック
声 - 千田光男
髭を生やした中年の軍人。鉄兵の治療とエックスの修理をする北斗に戦いを挑む。二又槍が武器。
―B'Tサバンナ
声 - 金尾哲夫
ドナー：バルザック モチーフ：ミルメコレオン 性別：オス
獅子の上半身と蟻の下半身を持つという幻獣をモチーフに造られたB'T。必殺技は口から放つ光の糸であらゆる物を貫く『レーザー・スレード』。小型の蟻型B'T『クレイジーアント』たちのボスで、彼らを自在に操る。

### その他人物
ガク
声 - 瀧本富士子
最初の砂漠ポイントで鉄兵を待ち構えていた少年。幼いながらにスクラップから機械兵士ビッグロックを製作する技術を持つ。物語序盤は鉄兵と行動を共にするが、安全な地域に避難した後別れている。
華梨（カリン）上等兵
声 - 横山智佐
皇国ではなく鳳に支持する女軍人。鳳が離反してからは、彼に代わって彼が庇護する孤児たちの面倒をみている。
鳳に淡い恋心を抱いているが、実は華蓮の妹である。幼い頃に起きた事件が元で記憶を失っており、鳳の元に預けられていた。終盤では記憶を取り戻し、華蓮と束の間の再会を果たす。戦いに向かった四霊将たちの無事を孤児達と祈り、教会に留まった。
OVA版では記憶を取り戻す描写は見られなかった。
レナ
声 - 生田弘子
華梨が幼い頃に友人だった少女。ラファエロの犠牲者の一人で、華梨の目の前で儚く散った。
マリア
声 - 日髙のり子
墓場の埋め尽くす不気味なポイントで、死者に祈りを捧げている謎の少女。白い修道服をまとっている。
その正体はポイントの守護者・死神の実妹で、機械化した肉体で300年以上生き長らえてきた。長い年月の中、機械の体を経てなお待ち受ける辛い現実に苦悩し、死神を倒してくれる存在を待ち続けていた。最後は鉄兵を庇って絶命する。
マルチェロ
声 - 龍田直樹
アンダーヘルの看守。電磁ムチを携帯している。冷酷で小ずるい性格で、ネズミが苦手。自己保身のためにアラミスの命に背き、事態を最悪の方向へ導いてしまうが、鋼太郎に感化されて彼に協力をするようになる。
OVA版ではリサ博士に好意を抱いたらしく、凶弾に見舞われつつも彼女への想いを馳せて逝く。
アミーゴ
声 - 辻親八
アンダーヘルの看守で巨体のサイボーグ。機械の体の不具合が起こす激痛に悩まされている。鋼太郎の優しさに触れ、彼を助力するようになる。アンダーヘルの最後の生存者で、最後まで鋼太郎を守り励まし、命を賭けて彼を守り切った。
ニーツィン博士
声 - 清川元夢
アンダーヘルに落とされた教授の一人。密かにラファエロの研究を進めており、鋼太郎にその先の解明を託す。
リリー
声 - 丹下桜
鳳の同郷に住んでいた少女で、七魔将クアトロの妹。優しく信心深い少女だったが、機械皇国の空襲に遭い絶望の中、落命する。

### アニメ版人物
テレビアニメ版オリジナルキャラクター。（※登場話数順に表記）
サジー博士
声 - 松本保典
機械皇国に属していた科学者。現在は皇国と袂を分かち、独自の研究を進めている。エックスが敬語を使って話す、稀な相手でもある。特殊な超音波を放つ横笛を持つ。
老将カオス
声 - 小林修
褐色の肌をした屈強なる老兵。機械皇国を打倒できる戦士を探し求め、鉄兵に戦いを挑む。剣が武器。
―B'Tラムウ
声 - 宝亀克寿
ドナー：カオス モチーフ：カブトムシ 性別：オス
黄金に輝く、老いたカブトムシ型のB'T。必殺技は羽から無数の光弾の嵐を放つ『ゴールデン・ストーム』。角を折られると弱い。
リサ・マリア・シュタイン博士
声 - 冬馬由美
鋼太郎と同じベルリンの大学に在籍していたドイツ人博士。メガネをかけていて、女性にしては身長が高いスレンダーな美女。アンダーヘルに落とされ心を閉ざしていたが、鋼太郎に触発されて自らもラファエロ打倒のため、彼と共に研究を続けた。

## 用語
機械皇国
世界征服を目論む悪の組織で、軍事政権国家である。数百年前から存在し、独自の科学力によって各地で死の商人として暗躍していた。世界中から天才と謳われる科学者を拉致したり、各地域を空爆し戦士となる素養のある孤児達を集めるなど、悪辣な手段で規模を拡大している。
B'T（ビート）
機械皇国によって生み出された機械戦士（ロボット兵器）の総称。機械でありながら人と変わりない自我を持つ。基本的に気位が高い。人間の血液を動力源として覚醒し、最初の血液提供者「ドナー」にのみ絶対の忠誠を誓う。なお、『B'T』とは、自らのBRAIN（頭脳）で思考し、人間のBLOOD（血液）によって作動する、そして勇敢的ともいえるBRAVERY（勇気）をもった、史上類のない究極のBATTLER（戦士）、それらの特性をTOTAL（総称）したもの、の略。各機性別がある。制作時点では無性の状態であるが、ドナーに血液提供を受けることによって性分化が行われる。設計は全て機械皇帝が行い、制作を皇国メンバーが行う。「ガードシステム」と呼ばれる独自のバリアー機能を持ち、火山の中や深海の底、はたまた宇宙空間であろうとも一切の影響なく行動することができる。
バトルギア
B'Tに搭乗するドナーが身に纏うことができる特殊な戦闘用スーツ。高い防御力を誇り、機械皇国では軍服に相当する。着用する際の宣言は「バトルギア・オン」。
四霊将
中国の伝説「四霊」をモチーフにしたB'Tをバディとする四戦士の名称。作中では華蓮（麒麟）、鳳（鳳凰）、ロン（竜）、北斗（霊亀）の事を示す。
霊獣
四霊をモチーフに造られたB'Tのことで、エックス、ジュテーム、雷童、マックスを指す。
エリア
機械皇国の要人が棲む国のメインタワー。機械皇国はこの中心地を守るためにその周囲に星座のように無数のポイントを構え、強固な警備体制を敷いている。
神居（カムイ）島
北海道の孤島。高宮兄弟が育った島で、後に負傷した華蓮が辿り着く。作中、1999年7月に隕石が落ちた後に出来たとされる架空の島。
エビル・フラワー
機械皇国に咲く特殊な花。死に至らしめるものや、幻覚を見せるもの、治療の力を秘めたもの、など様々な効果を持つ。しかし取扱いが非常に困難な花らしく、管理できるのはポイント守護者の一人・カミーラしかいない。
アンダーヘル
機械皇国の大深度地下に存在する牢獄。皇国に不要な人間（もしくはミーシャの逆鱗に触れた者）が落とされ、死ぬまで過酷な労働を架せられる、文字通りの地獄。
太陽のかけら
鉄兵が持つとされる大いなる輝き。ラファエロを倒せる稀有な力のことで、歴史上の偉人達もその特異な光を得ていたのではと推察されている。
光の樹
神居島にそびえる謎の大樹。不思議な形の葉が特徴的で、これが成るのは世界中でたった一本しか存在しないという。
サイコ・クローン
人の論理思考や記憶といった精神構造までコピーできるという機械皇国の最高技術。これをもってすれば永遠の若さと命が保障されるという。ただし欠点もあり、本人の自覚のない内に良心や本来の人格が著しく損なわれるともされる。さらに肉体に支障をきたす欠点もあり、クローンを重ねたミーシャの体も最終的には全身の血管が破裂する結末を迎えた。
人工生命体（ホムンクルス）
B'Tの原型。機械皇帝の衛星内で培養されていた。数多くのルネサンス期の天才達の名を冠した細胞が存在するが、孵化したのはラファエロのみ。

## 書籍
| 単行本 角川書店 角川コミックス･エース | 単行本 角川書店 角川コミックス･エース | 単行本 角川書店 角川コミックス･エース | 単行本 角川書店 角川コミックス･エース |
| 巻数                                  | 副題                                  | 発売日                                | ISBN                                  |
| ------------------------------------- | ------------------------------------- | ------------------------------------- | ------------------------------------- |
| VOL.1                                 | エックス復活！                        | 1995年3月                             | 4-04-713102-4                         |
| VOL.2                                 | エリアへの遠い道                      | 1995年7月                             | 4-04-713109-1                         |
| VOL.3                                 | 心の色                                | 1995年11月                            | 4-04-713121-0                         |
| VOL.4                                 | 五色の燐光                            | 1996年3月                             | 4-04-713131-8                         |
| VOL.5                                 | 最凶の七魔将                          | 1996年6月                             | 4-04-713143-1                         |
| VOL.6                                 | 太陽のかけら                          | 1996年10月                            | 4-04-713166-0                         |
| VOL.7                                 | 天使の歌                              | 1997年4月                             | 4-04-713177-6                         |
| VOL.8                                 | 忘却の森                              | 1997年8月                             | 4-04-713193-8                         |
| VOL.9                                 | 悪夢の戦場                            | 1997年11月                            | 4-04-713201-2                         |
| VOL.10                                | 決戦！神居島                          | 1998年3月                             | 4-04-713211-X                         |
| VOL.11                                | エリア崩壊                            | 1998年6月                             | 4-04-713225-X                         |
| VOL.12                                | 見えぬもの                            | 1998年10月                            | 4-04-713238-1                         |
| VOL.13                                | 智力の死闘                            | 1999年2月                             | 4-04-713269-1                         |
| VOL.14                                | 信じる心                              | 1999年6月                             | 4-04-713284-5                         |
| VOL.15                                | 光よ急げ！                            | 1999年10月                            | 4-04-713302-7                         |
| VOL.16                                | 衛星の中のルネッサンス                | 2000年2月                             | 4-04-713326-4                         |

| 文庫版 ホーム社 ホーム社漫画文庫 | 文庫版 ホーム社 ホーム社漫画文庫 | 文庫版 ホーム社 ホーム社漫画文庫 | 文庫版 ホーム社 ホーム社漫画文庫 |
| 巻数                             | 発売日                           | ISBN                             |                                  |
| -------------------------------- | -------------------------------- | -------------------------------- | -------------------------------- |
| vol. 1                           | 2002年9月                        | 4-8342-7240-0                    |                                  |
| vol. 2                           | 2002年9月                        | 4-8342-7241-9                    |                                  |
| vol. 3                           | 2002年10月                       | 4-8342-7242-7                    |                                  |
| vol. 4                           | 2002年10月                       | 4-8342-7243-5                    |                                  |
| vol. 5                           | 2002年11月                       | 4-8342-7244-3                    |                                  |
| vol. 6                           | 2002年11月                       | 4-8342-7245-1                    |                                  |
| vol. 7                           | 2002年12月                       | 4-8342-7246-X                    |                                  |
| vol. 8                           | 2002年12月                       | 4-8342-7247-8                    |                                  |

## テレビアニメ
日本での放送終了後に海外でも放送された。好評だったため、続編のOVAが製作されている。
放送当時に発売されたビデオソフトとレーザーディスクはTVシリーズ・OVA共に発売された。
1997年にDVD-BOXが角川書店から発売された。海外ではトールケース仕様として発売。
1996年4月6日から同年9月21日まで、TBSにおいて放送された。原作の中盤までの展開に添って制作された。全25話構成。

### スタッフ
- 監督・シリーズ構成 - 浜津守
- キャラクターデザイン - 井上栄作、本橋秀之
- ハードデザイン - 高谷浩利
- 美術監督 - 東條俊寿
- 色彩設計 - 清水千世子
- 撮影監督 - 土岐浩司
- 編集 - 瀬山武司
- 音楽 - 千住明
- 音楽プロデューサー - 堀尾裕樹（ポリグラムK.K.）
- 音響監督 - 高橋剛
- プロデューサー - 松元理人、水沼健二
- 製作協力 - 電通
- 製作 - TBS、キョクイチ東京ムービー

### 主題歌
オープニングテーマ「遥か〜SAILING FOR MY DREAM〜」（日本国内版）作詞 - 室井美樹 / 作曲 - 西村麻聡 / 編曲・歌 - FENCE OF DEFENSE（ポリドール）
オープニングテーマ「HIGH PRESSURE」（台湾・中国版）作詞 - 井上秋緒 / 作曲・編曲 - 浅倉大介 / 歌 - T.M. Revolution
エンディングテーマ「僕の生き方」作詞 - 伊藤良太 / 作曲 - 青木慶則 / 編曲 - JOHNNIE FINGERS / 歌 - BLUE BOY（キティ・エンタープライズ）

### 各話リスト
| 話数   | 放送日        | サブタイトル                                     | 脚本     | 絵コンテ                | 演出           | 作画監督          |
| ------ | ------------- | ------------------------------------------------ | -------- | ----------------------- | -------------- | ----------------- |
| 第1章  | 1996年 4月6日 | 奇蹟! 復活のB'T X（ビート エックス）             | 富田祐弘 | 浜津守                  | 浜津守         | 本橋秀之 高谷浩利 |
| 第2章  | 4月13日       | 誕生! 太陽の戦士（バトラー）                     | 富田祐弘 | 浜津守                  | 松井仁之       | 井上栄作          |
| 第3章  | 4月20日       | 対決! 機械皇国の野望                             | 富田祐弘 | 井硲清高                | 井硲清高       | 高橋英吉          |
| 第4章  | 4月27日       | 登場! 伝説の四霊将                               | 平野靖士 | 福本潔                  | 福本潔         | 小泉昇            |
| 第5章  | 5月4日        | 出発（たびだち）! 決死の救出作戦（バトルロード） | 菅良幸   | 白土武                  | 高橋幸雄       | 金子匡邦          |
| 第6章  | 5月11日       | 恐怖! 砂漠のパイレーツ                           | 平野靖士 | 奥脇雅晴                | 矢野篤         | 東出太 高谷浩利   |
| 第7章  | 5月18日       | 驚愕! 機械皇帝の謎                               | 菅良幸   | 井硲清高                | 岡崎ゆきお     | 井上栄作          |
| 第8章  | 5月25日       | 華麗! 幻惑戦士カミーラ                           | 菅良幸   | 福本潔                  | 福本潔         | 小泉昇            |
| 第9章  | 6月1日        | 驚異! エビル・フラワー                           | 菅良幸   | 亀垣一                  | 織田美浩       | 本橋秀之          |
| 第10章 | 6月8日        | 迫撃! メタルフェイスの逆襲                       | 平野靖士 | 福本潔                  | 福本潔         | 小泉昇            |
| 第11章 | 6月15日       | 無敵! 東の霊将ロン                               | 岸間信明 | 井硲清高                | 井硲清高       | 高橋英吉          |
| 第12章 | 6月22日       | 強敵! 猛将カオス                                 | 菅良幸   | 松井仁之                | 松井仁之       | 東出太            |
| 第13章 | 6月29日       | 相棒（バディ）!熱き心の絆                        | 菅良幸   | 康村諒                  | 青鮫鯉太郎     | 橋本真也 水輪葵   |
| 第14章 | 7月6日        | 悲劇! 墓場の少女マリア                           | 葛城稜   | 高橋幸雄                | 高橋幸雄       | 金子匡邦          |
| 第15章 | 7月13日       | 炸裂! 死神への一撃                               | 葛城稜   | 織田美浩                | 織田美浩       | 本橋秀之          |
| 第16章 | 7月20日       | 復活! 五色の燐光                                 | 岸間信明 | 福本潔                  | 福本潔         | 小泉昇            |
| 第17章 | 7月27日       | 出現! 黒いエックス                               | 菅良幸   | 井硲清高                | 井硲清高       | 高橋英吉          |
| 第18章 | 8月3日        | 暗黒!アンダーヘルの恐怖                          | 岸間信明 | 岡崎ゆきお              | 矢野篤         | 東出太            |
| 第19章 | 8月10日       | 決死! エックスの最後                             | 菅良幸   | 康村諒                  | 康村諒         | 石野聡            |
| 第20章 | 8月17日       | 生命（いのち）!ブレイク・ハート                  | 岸間信明 | 高橋幸雄                | 高橋幸雄       | 金子匡邦          |
| 第21章 | 8月24日       | 新生! B'Tエックス誕生                            | 岸間信明 | 福本潔                  | 福本潔         | 小泉昇            |
| 第22章 | 8月31日       | 最凶! エリアの七魔将                             | 菅良幸   | 井硲清高                | 井硲清高       | 高橋英吉          |
| 第23章 | 9月7日        | 閃光! シャイニング・ナックル                     | 岸間信明 | 矢野篤                  | 矢野篤         | 東出太            |
| 第24章 | 9月14日       | 炎上! 太陽のかけら                               | 岸間信明 | まついひとゆき 木﨑文智 | まついひとゆき | 石野聡            |
| 第25章 | 9月21日       | 打倒! B'Tラファエロ                              | 菅良幸   | 浜津守                  | 浜津守         | 小泉昇            |

### ネット局
| 放送期間（または、放送体制） | 放送時間                                                                 | 放送局         | 対象地域       | 備考                 |
| ---------------------------- | ------------------------------------------------------------------------ | -------------- | -------------- | -------------------- |
| 1996年4月6日 - 9月21日       | 土曜 17:30 - 18:00                                                       | 東京放送       | 関東広域圏     | 制作局 現・TBSテレビ |
|                              |                                                                          | 新潟放送       | 新潟県         |                      |
|                              |                                                                          | 伊予テレビ     | 愛媛県         | 現・あいテレビ       |
| 1996年4月20日 - 10月12日     | 土曜 7:00 - 7:30                                                         | 北海道放送     | 北海道         |                      |
| 遅れネット                   | 日曜 17:00 - 17:30                                                       | 青森テレビ     | 青森県         |                      |
|                              | 金曜 16:55 - 17:25                                                       | IBC岩手放送    | 岩手県         |                      |
|                              | 土曜 13:30 - 14:00                                                       | 東北放送       | 宮城県         |                      |
|                              | 金曜 16:55 - 17:24                                                       | テレビユー山形 | 山形県         |                      |
|                              | 土曜 10:00 - 10:30                                                       | テレビユー福島 | 福島県         |                      |
|                              | 日曜 6:00 - 6:30                                                         | 信越放送       | 長野県         |                      |
|                              | 土曜 17:00 - 17:30                                                       | 北陸放送       | 石川県         |                      |
|                              | 日曜 5:30 - 6:00                                                         | 静岡放送       | 静岡県         |                      |
|                              | 土曜 13:30 - 14:00                                                       | 中部日本放送   | 中京広域圏     | 現・CBCテレビ        |
|                              | 日曜 6:00 - 6:30                                                         | 毎日放送       | 近畿広域圏     |                      |
|                              | 土曜 13:00 - 13:30（1996年5月時点） →土曜 16:00 - 16:30（1996年6月時点） | 山陽放送       | 岡山県・香川県 | 現・RSK山陽放送      |
|                              | 土曜 17:00 - 17:30                                                       | 中国放送       | 広島県         |                      |
|                              | 土曜 10:00 - 10:30                                                       | RKB毎日放送    | 福岡県         |                      |
|                              | 月曜 17:30 - 18:00                                                       | 熊本放送       | 熊本県         |                      |
|                              | 水曜 16:00 - 16:28                                                       | 南日本放送     | 鹿児島県       |                      |
|                              | 金曜 16:30 - 17:00                                                       | 琉球放送       | 沖縄県         |                      |

### ネット配信
- 2019年9月25日より、YouTubeの「TMSアニメ55周年公式チャンネル」から3話までが無料配信されている。なお制作クレジットは初回放送と同じく「製作 TBS キョクイチ東京ムービー」となっている。

## OVA
『B'T-X NEO』（ビート・エックス ネオ）のタイトルで日本コロムビアから発売された。TV版の続きとなっているが、当時は原作が完結しておらず、終盤はオリジナルの展開となっている。七魔将も7人のうち4人が登場しておらず、一部の設定もアニメ独自の設定に変更されている。DVDは日本国内では発売されていないが、海外ではBOX仕様で発売されている。
スタッフ
- 製作総指揮 - 角川歴彦
- 監督 - 亀垣一
- シリーズ構成 - 菅良幸
- ストーリーエディター - 小野田博之
- キャラクターデザイン - 本橋秀之、小泉昇、東出太（第6話まで）
- 総作画監督 - 本橋秀之
- 美術監督 - 東條俊寿
- 色彩設定 - 清水千世子
- 撮影監督 - 土岐浩司、白尾仁志
- 編集 - 瀬山武司
- 音楽 - 安西史孝
- 音楽プロデューサー - 前山寛邦
- 音響監督 - 高橋剛
- プロデューサー - 横山和夫、森丘祐史（第7話 - 第14話）、渡辺哲也、松元理人、水沼健二
- アニメーション制作 - キョクイチ東京ムービー
- 製作 - 「B'T-X NEO」製作委員会（角川書店、電通、キョクイチ東京ムービー）

主題歌
オープニングテーマ「A PIECE OF THE SUN」作詞 - 前田耕一郎 / 作曲 - 山崎利明 / 編曲 - 須藤賢一 / 歌 - 遠藤正明（日本コロムビア）
エンディングテーマ「永遠のその先 〜You are the best buddies〜」作詞 - 前田耕一郎 / 作曲・編曲 - ホリエアキラ / 歌 - 遠藤正明（日本コロムビア）
挿入歌「瞳は幾千の窓」（第14話）作詞・歌 - 畑亜貴（日本コロムビア） / 作曲・編曲 - 安西史孝

各話リスト
| 話数   | サブタイトル                 | 脚本     | 絵コンテ | 演出     | 作画監督 |
| ------ | ---------------------------- | -------- | -------- | -------- | -------- |
| 第1章  | 霊将VS魔将                   | 菅良幸   | 西澤晋   | 亀垣一   | 本橋秀之 |
| 第2章  | 愛と憎しみの地!              | 岸間信明 | 矢野篤   | 矢野篤   | 東出太   |
| 第3章  | 紅蓮の炎                     | 岸間信明 | 小村敏明 | 小村敏明 | 小泉昇   |
| 第4章  | ブラッドの奇跡!              | 菅良幸   | 西澤晋   | 亀垣一   | 本橋秀之 |
| 第5章  | 夢幻の恐怖!                  | 菅良幸   | 西澤晋   | 西澤晋   | 東出太   |
| 第6章  | 一条の光!                    | 菅良幸   | 小村敏明 | 小村敏明 | 小泉昇   |
| 第7章  | メール リヒト!（もっと光を） | 岸間信明 | 西澤晋   | 亀垣一   | 本橋秀之 |
| 第8章  | 仮面の告白!                  | 岸間信明 | 西澤晋   | 西澤晋   | 大塚健   |
| 第9章  | 血の絆                       | 岸間信明 | 山内重保 | 多田俊介 | 小泉昇   |
| 第10章 | 悪魔の咆哮                   | 岸間信明 | 西澤晋   | 亀垣一   | 本橋秀之 |
| 第11章 | 失われた過去を求めて!        | 菅良幸   | 井硲清高 | 西澤晋   | 大塚健   |
| 第12章 | ONE FOR ALL!                 | 菅良幸   | 山内重保 | 多田俊介 | 小泉昇   |
| 第13章 | 未来の記憶!                  | 菅良幸   | 西澤晋   | 西澤晋   | 本橋秀之 |
| 第14章 | A PIECE OF THE SUN!          | 菅良幸   | 亀垣一   | 亀垣一   | 本橋秀之 |

## パチンコ
2013年6月に高尾より「パチンコCR B'T-X」のタイトルでリリースされた。

## S'T-X
『S'T-X （シマモト・エックス）』は、島本和彦による本作のパロディ作品。16ページ。
少年エース1997年6月号の読者コーナー「車田塾」に掲載された。2013年現在、コミックスへの収録、再録はされていない。